# モナリザ (映画)
『モナリザ』（Mona Lisa）は、1986年のイギリスの犯罪映画。監督はニール・ジョーダン、出演はボブ・ホスキンス、キャシー・タイソン、マイケル・ケインなど。中年のアウトローが恋した高級娼婦を守るために身を挺して戦う姿を描いている。
主演のボブ・ホスキンスが、カンヌ国際映画祭男優賞、英国アカデミー賞主演男優賞、ゴールデングローブ賞主演男優賞、ニューヨーク映画批評家協会賞主演男優賞など様々な賞を受賞した。タイトルは、主題歌としても使われているナット・キング・コールによる1950年の同名ヒット曲から採られた。

## ストーリー
ロンドンの刑務所を出所したばかりのチンピラの中年男ジョージ。彼はギャング組織の親分モートウェルの身代わりとして刑務所に入ったのだが、出所したとて行くあてもなく、旧友トーマスの元に身を寄せる。愛娘ジェニーに会いたくとも、別れた妻はけんもほろろに会わせてくれない。やがてジョージは組織から運転手の仕事を回してもらうが、それは高級コールガール・シモーヌの送迎というものだった。
美人だが高飛車な態度のシモーヌとはじめはソリの合わなかったジョージだったが、次第に親しみが生まれ、彼女に惹かれて行く。そしてシモーヌの妹分で、今や夜の歓楽街で行方知れずとなったキャシーの探索を手伝うことになる。

## キャスト
- ジョージ: ボブ・ホスキンス - 刑務所帰りの冴えない中年のチンピラ。
- シモーヌ: キャシー・タイソン（英語版） - 高級コールガール。
- モートウェル: マイケル・ケイン - ジョージのボス。
- トーマス: ロビー・コルトレーン - ジョージの親友。
- アンダーソン: クラーク・ピータース - シモーヌのかつてのヒモ。
- キャシー: ケイト・ハーディ（英語版） - シモーヌの行方不明になった親友。
- ジニー: ゾーイ・ナゼンソン（英語版） - ジョージの娘。
- メイ: サミ・デイヴィス（英語版）

## 作品の評価

### 映画批評家によるレビュー
Rotten Tomatoesによれば、32件の評論のうち高評価は97%にあたる31件で、平均点は10点満点中8.1点となっている。
Metacriticによれば、20件の評論のうち、高評価は18件、賛否混在は2件、低評価はなく、平均点は100点満点中85点となっている。

### 受賞歴
| 賞                                 | 部門                     | 対象                                       | 結果       |
| ---------------------------------- | ------------------------ | ------------------------------------------ | ---------- |
| 第59回アカデミー賞                 | 主演男優賞               | ボブ・ホスキンス                           | ノミネート |
| 第52回ニューヨーク映画批評家協会賞 | 主演男優賞               | ボブ・ホスキンス                           | 受賞       |
| 第52回ニューヨーク映画批評家協会賞 | 助演女優賞               | キャシー・タイソン                         | 次点       |
| 第44回ゴールデングローブ賞         | 作品賞（ドラマ部門）     |                                            | ノミネート |
| 第44回ゴールデングローブ賞         | 主演男優賞（ドラマ部門） | ボブ・ホスキンス                           | 受賞       |
| 第44回ゴールデングローブ賞         | 助演女優賞               | キャシー・タイソン                         | ノミネート |
| 第44回ゴールデングローブ賞         | 脚本賞                   | ニール・ジョーダン、デヴィッド・リーランド | ノミネート |
| 第40回英国アカデミー賞             | 作品賞                   |                                            | ノミネート |
| 第40回英国アカデミー賞             | 監督賞                   | ニール・ジョーダン                         | ノミネート |
| 第40回英国アカデミー賞             | 主演男優賞               | ボブ・ホスキンス                           | 受賞       |
| 第40回英国アカデミー賞             | 主演女優賞               | キャシー・タイソン                         | ノミネート |
| 第40回英国アカデミー賞             | オリジナル脚本賞         | ニール・ジョーダン、デヴィッド・リーランド | ノミネート |
| 第40回英国アカデミー賞             | 編集賞                   | レスリー・ウォーカー                       | ノミネート |
| 第39回カンヌ国際映画祭             | パルム・ドール（最高賞） |                                            | ノミネート |
| 第39回カンヌ国際映画祭             | 男優賞                   | ボブ・ホスキンス                           | 受賞       |
| 第21回全米映画批評家協会賞         | 主演男優賞               | ボブ・ホスキンス                           | 受賞       |
| 第12回ロサンゼルス映画批評家協会賞 | 主演男優賞               | ボブ・ホスキンス                           | 受賞       |
| 第12回ロサンゼルス映画批評家協会賞 | 助演女優賞               | キャシー・タイソン                         | 受賞       |
| 第7回ボストン映画批評家協会賞      | 主演男優賞               | ボブ・ホスキンス                           | 受賞       |